# Gevaarsteken
Een gevaarsteken is een auditief of visueel signaal dat op gevaar duidt. Voorbeelden van gevaarstekens zijn :
- Gevaarsymbool
- verkeerslichten
- ADR gevarenklassen en labels
- Duiksignaal voor gevaar
- Verkeersbord voor gevaar waar geen speciaal symbool voor is: Nederlandse bord J37, Belgische bord A51 of een andere Europese variant
- Ander verkeersbord uit: Nederlandse serie J, Belgische serie A of een andere Europese variant
- Markering voor geïsoleerd gevaar voor de scheepvaart
- Luchtalarm
- Noodsignaal
- Brandalarm